# Rubovszky György
Rubovszky György (Budapest, 1944. február 1. – Budapest, 2017. június 21.) magyar ügyvéd, politikus, országgyűlési képviselő.

## Tanulmányai
1962-ben érettségizett a budapesti Eötvös József Gimnáziumban. Esti tagozaton tanult az Eötvös Loránd Tudományegyetem Jogtudományi Karán, 1970-ben diplomázott.

## Ügyvédi pályafutása
1970-ben ügyvédjelölt lett, majd az 1972-es szakvizsga után a 14. számú Ügyvédi Munkaközösségben dolgozott ügyvédként. 1977 és 1991 között a munkaközösség vezetője. 1991-ben egyéni ügyvéd lett.
1986-ban a Magyar Jogász Szövetség, 1988-ban a Független Jogász Fórum tagja lett.

## Politikai pályafutása
1989-ben lépett be a KDNP-be, a II. kerületi szervezet alelnökévé választották. 1990 és 1994 között a Fővárosi Közgyűlés tagja volt. 1991 és 1992 között a párt budapesti koordinációs szervezetének elnöke volt, majd 1994-ig a KDNP országos ügyvezető titkáraként dolgozott.
Az 1994-es országgyűlési választáson pártja országos listájáról bekerült az Országgyűlésbe. 1995 és 1997 között a KDNP-frakció helyettes vezetője volt. 1997-ben több párttársával együtt kizárták a pártból és a frakcióból. Rövid független képviselői munka után belépett a Fidesz-frakcióba, 1998-ban a pártba is. Az 1998-as országgyűlési választáson a Fidesz budapesti területi listájáról jutott be az Országgyűlésbe. Az alkotmány- és igazságügyi bizottság alelnöke volt a ciklusban. 1999-től 2002-ig az Országos Igazságszolgáltatási Tanács tagja, valamint 2000 és 2003 között a Fidesz országos választmányának alelnöke volt. 2002-ben nem jutott be az Országgyűlésbe, de 2003-ban Varga László halála miatt megüresedett mandátum helyére behívták.
2006-ban a Fidesz és az újjáalakult KDNP közös országos listájáról került be, a KDNP-frakció helyettes vezetőjévé választották. A KDNP pártügyésze. A 2010-es országgyűlési választáson a Somogy megyei területi listáról jutott be. A mentelmi, összeférhetetlenségi és mandátumvizsgáló bizottság elnöke lett.

## Családja
Felesége ügyvéd volt. Két gyermekük született; egyikük, Jeneiné Rubovszky Csilla ugyancsak politikai pályára lépett, az V. kerületi önkormányzat egyik alpolgármestere.
Húga, Rubovszky Éva, a Nemzetek Házának elnöke, sógora Jankovics Marcell.

## Külső hivatkozások
- Rubovszky György országgyűlési adatlapja
- Rubovszky György életrajza a KDNP honlapján
- Rubovszky György, dr. szócikk. Kereszténydemokrácia Tudásbázis, Barankovics István Alapítvány. barankovics.hu (Hozzáférés: 2015. április 14.) arch